# Opius galomirus
Opius galomirus är en stekelart som beskrevs av Fischer 1968. Opius galomirus ingår i släktet Opius och familjen bracksteklar. Inga underarter finns listade i Catalogue of Life.